# Jørgen Hansen Koch (stiftamtmand)
Jørgen Hansen Koch (1926-2012) var dansk stiftamtmand over Viborg Stift.
Han blev født 28. september 1926 på Hoffmeyersvej 7 i Solbjerg Sogn på Frederiksberg som søn af ingeniør Jørgen Hansen Koch (1896-1968) og Kirsten Vibeke Koch, født Boye (1901-1998).
Koch, der forblev ugift, havde fra 1966 og mere end 40 år frem sin københavnske bopæl i Torvegade 64 på Christianshavn.
Han døde 7. december 2012, blev bisat fra Garnisons Kirke og er begravet i familiegravsted på Vestre Kirkegård i København. 

## Karriere
I 1944 blev han student fra Frederiksberg Gymnasium. Han blev cand.jur. i 1950 og blev samme år ansat som sekretær i Indenrigsministeriet. I 1956-157 studerede han ved The Graduate School of Public Administration, University of Harvard, USA. 
Koch blev udnævnt til fuldmægtig i Indenrigsministeriet i 1961 og til ekspeditionssekretær i 1964. Han blev udnævnt til kontorchef i Indenrigsministeriet (ministeriets kontor for sygehusvæsenet) i 1972 og til afdelingschef (ministeriets kommunalafdeling) i 1975. 
Han var – sammen med ungareren, dr. Istvan Bayer og russeren, professor Edouard Babayan – én af tre medlemmer af de nationale delegationer, som deltog i forhandlingerne om alle FN’s tre konferencer til forberedelse og vedtagelse af de internationale konventioner om kontrol med narkotiske og psykotrope stoffer – Enkeltkonventionen (New York, 1961), Psykotropkonventionen (Wien, 1971) og Konventionen om ulovlig handel (Wien, 1988). 
Han var i 1988-1992 leder af de danske delegationer ved de årlige møder i FN’s Narkotikakommission.  
I 1981 blev Koch udnævnt til statsamtmand over Viborg Statsamt og stiftamtmand over Viborg Stift, hvor han virkede indtil sin pensionering i 1988.  Han var i 1982-1988 bestyrelsesformand for Viborg Teaters Fond.
Han blev Kommandør af Dannebrogsordenen 1986. 

## Korea
Koch var direktionssekretær ved det skandinaviske undervisningssygehus i Korea 1961-1964 og medlem af det skandinaviske styre for undervisningssygehuset 1965-1967. 
Han var næstformand i Dansk-Koreansk Selskab 1965-1975. 
Han modtog i 1970 Sydkoreas civile fortjenstorden (”Order of Civil Merit”) af 3. klasse – Dongbaeg medaljen, der kun undtagelsesvis tildeles andre end sydkoreanere.  

## Det Kongelige Teater
Koch var fra 1945 medlem af Det Kongelige Teaters statistkorps og næstformand for korpsets statistforening 1946-1952. 
I årene 1968-1970 var han teatersekretær ved Det Kongelige Teater og Kapel. 
Han var medlem af bestyrelserne for Teatermuseet (1976-1993) og for Selskabet for Dansk Teaterhistorie (1976-1984). 